# Tunnel Gnalp–Steg
Der Tunnel Gnalp–Steg ist mit einer Länge von 740 Metern der längste Strassentunnel im Fürstentum Liechtenstein. Der im Jahr 1947 eröffnete Tunnel verbindet in einer Höhe von rund 1260 m ü. M. das Rheintal mit dem Saminatal und besitzt damit grosse Wichtigkeit für die Erschliessung des liechtensteinischen Alpengebietes (insbesondere von Malbun). Die maximale Durchfahrtshöhe ist auf 3,8 Meter begrenzt.

## Beschreibung
Der Tunnel befindet sich auf dem Gemeindegebiet Triesenbergs und verbindet die Ortsteile Gnalp (westliches Tunnelportal auf 1253 m ü. M.) und Steg (Tunnelportal auf 1270 m ü. M.). Da der Tunnel keine Kurven aufweist, ist der Tunnelausgang bereits bei der Einfahrt in den Tunnel erkennbar. Aufgrund der Breite der Fahrbahn von rund 4,5 Metern werden lediglich Autos im Gegenverkehr geführt, während bei der Durchfahrt von Bussen und Lastwagen der Verkehr über Ampeln geregelt wird.

## Geschichte
Bereits im Jahr 1867 wurde im Zuge des Strassenbaus von Vaduz via Triesenberg nach Malbun ein 48 Meter langer Strassentunnel zwischen Gnalp und Steg erbaut, welcher die einzige befahrbare Verbindung ins Saminatal darstellte.
Mit dem Aufkommen des Tourismus und des Autoverkehrs ging die Forderung nach einer Alternative zu dieser steilen und schmalen Strassenverbindung einher. Entsprechend wurden in den 1930er-Jahren verschiedene Vorstösse für einen Tunnelneubau gemacht – dies auch als Massnahme zur Bekämpfung der Arbeitslosigkeit. Der liechtensteinische Landtag beschloss schliesslich 1939 den Bau eines neuen Tunnels, dessen Realisierung sich aber aufgrund des Zweiten Weltkriegs verzögerte.
Im Jahr 1945 genehmigte der Landtag erneut den Bau eines Tunnels und sprach dafür einen Kredit von 1,2 Millionen Franken. Anfang Februar 1946 wurde die erste Sprengung vorgenommen, wobei der Vortrieb von beiden Tunnelportalen erfolgte. Der Durchbruch des Stollens gelang schliesslich am 4. September 1946, und ein gutes Jahr später – am 4. Dezember 1947 – wurde der Tunnel feierlich eröffnet.
In den Jahren 1989 bis 1994 wurde der Tunnel Gnalp–Steg für 6,8 Mio. Franken saniert sowie ein paralleler Werkleitungsstollen gebaut.

## Sicherheit
Eine sicherheitstechnische Beurteilung des Tunnels, welche von der liechtensteinischen Regierung im Jahr 2013 in Auftrag gegeben worden war, kam zum Ergebnis, dass „die geforderten baulichen, technischen und organisatorischen Massnahmen nicht vollständig erfüllt“ seien und das „Sicherheitsniveau insgesamt als nicht hinreichend beurteilt werden“ müsse. Aus diesem Grund sind für die nächsten Jahre verschiedene Massnahmen vorgesehen, darunter die Erneuerung der Tunnelbeleuchtung, die Erstellung von SOS-Nischen alle 150 Meter, die Verbesserung der Löschwasserversorgung sowie die Erarbeitung von Einsatzkonzepten und Einsatzplänen. So wurden für 2019 Arbeiten für 1,4 Mio. Franken geplant.